# Confréries musulmanes en Afrique de l'Ouest
Liste des confréries musulmanes en Afrique de l'Ouest, notamment au Sénégal, au Nigeria et en Gambie
Les quatre principales confréries actives du Sénégal opèrent également dans de nombreux autres pays d'Afrique et de pays musulmans.
Elles se sont affirmées d'abord par la résistance à la colonisation française au XIXe siècle.
- La Qadiriyya, la plus ancienne, fondée par le mystique soufi Abd al Qadir al-Jilani au XIIe siècle, atteint le Sénégal au cours du XVIIIe siècle. La première présence d'un foyer Qadiri au Sénégal fut l’œuvre de Cheikh Bounama Kounta à Ndankh en 1809. Plus tard, vers 1883, son fils benjamin Cheikh Bou Mouhammad Kounta joua un rôle très important  pour son expansion au Sénégal grâce à ses dons de thaumaturges. Il fonda la ville sainte de Ndiassane en 1883 qui est devenue aujourd'hui la capitale de la Qadiriyya avec son grand Gamou annuel qui attire les pèlerins du monde entier. Cheikh Saad Bouh a contribué à sa  diffusion au Sénégal.
- La Tijâniyyah, ou confrérie des Tidjanes, est la confrérie la plus répandue, fondée à Aïn Madhi (Laghouat) en Algérie, par Sidi Ahmed Tidjani, né en Algérie et mort, au cours d'un voyage spirituel, à Fès, au Maroc, où il repose toujours.
- La Mouridiyya, ou confrérie des Mourides, la plus riche et la plus active, fondée par le marabout Cheikh Ahmadou Bamba
- La Layeniyya, ou confrérie des Layènes, est une communauté musulmane, située Yoff, au nord de Dakar, suivant le guide Seydina Limamou Laye le fondateur de cette communauté.

La Hamallayya (en) est une confrérie dissidente de la Tijaniyyah, apparue vers 1900, active en 1920-1940 en Afrique de l'Ouest, supprimée, mais avec quelques survivances.
Dans les années 1990, apparaît également le mouvement Naby Allah, communauté musulmane créée par Mohamed Gorgui Seyni Gueye, qui se situe principalement à Ouakam, et le mouvement Safiinatoul Foukharaa ilal laah dirigé par Serigne Mor Talla Ndieguene laa ilaaha ilal laah.